# Uramonsaari (ö, lat 63,44, long 29,30)
Uramonsaari är en ö i Finland. Den ligger i sjön Pielisjärvi och i kommunen Nurmes i den ekonomiska regionen  Pielinen-Karelen  och landskapet Norra Karelen, i den centrala delen av landet, 400 km nordost om huvudstaden Helsingfors. Öns area är 1,96 kvadratkilometer och dess största längd är 2,2 kilometer i nord-sydlig riktning.